# Urbich
Urbich ist ein Ortsteil der Thüringer Landeshauptstadt Erfurt.

## Geografie
Urbich liegt nördlich des Steigerwalds am Übergang zum Thüringer Becken. Das Dorf liegt am Urbach, der den Namen gab, zwischen Dittelstedt im Westen, Linderbach im Norden, Büßleben im Osten und Niedernissa im Süden in einer unbewaldeten, landwirtschaftlich genutzten Ortsflur.
Urbich liegt etwa fünf Kilometer südöstlich der Erfurter Altstadt.

## Geschichte

Karte von Urbich (1843)

Urbich wurde im Jahr 1232 erstmals urkundlich erwähnt. Es gehörte zur Grafschaft Vieselbach, die die Grafen von Gleichen 1343 an die Stadt Erfurt verkauften. Somit wurde Urbich Erfurter Küchendorf und damit Teil von Kurmainz. 1802 wurde Kurmainz säkularisiert und Urbich ging gemeinsam mit der Stadt Erfurt in preußischen Besitz über, in dem es bis 1945 verblieb. Von 1806 bis 1813 war es allerdings französisch besetzt und gehörte zum „Fürstentum Erfurt“, das Napoleon sich persönlich unterstellt hatte.
Am 1. Juli 1950 wurde der Ort in die Gemeinde Büßleben eingegliedert. Zusammen mit ihr wurde das Dorf am 1. Juli 1994 in die Stadt Erfurt eingemeindet.
Urbich war Sitz des freiherrlichen Adelsgeschlechts von Urbich, aus dem unter anderem der Wiener Minister Johann Christoph von Urbich stammte. Es existieren noch Familienmitglieder des Adelsgeschlechts in der Form von Urbisch, Urbich oder Ubisch. Urbich wurde im Jahr 2009 777 Jahre alt und hat dies auch an 3 Tagen im Juni gefeiert. Bei dieser Gelegenheit wurde den Einwohnern ein neues Bürgerhaus übergeben.

### Einwohnerentwicklung
| Jahr      | 1843 | 1910 | 1939 | 1995 | 2000 | 2005 | 2010 | 2015 | 2020 |
| --------- | ---- | ---- | ---- | ---- | ---- | ---- | ---- | ---- | ---- |
| Einwohner | 0091 | 0176 | 0334 | 0475 | 1070 | 1157 | 1130 | 1076 | 1113 |

## Wirtschaft und Verkehr

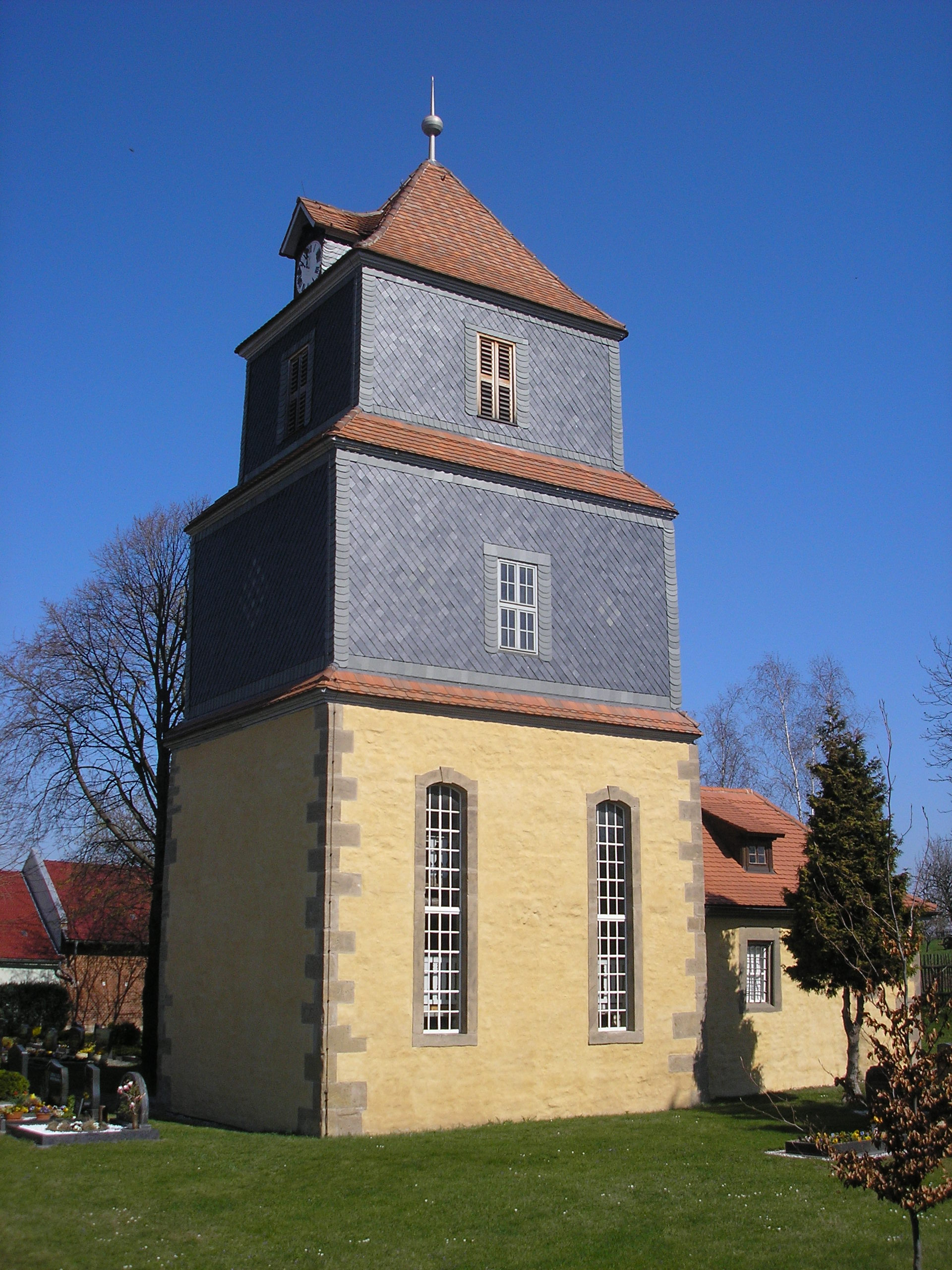
Ulrichskirche

Nahe gelegene Gewerbegebiete sind zum einen Linderbach und Neuschmidtstedt im Norden, zum anderen das Gewerbegebiet am Herrenberg im Süden. Das Dorf selbst ist ein nahezu reiner Wohnort.
Urbich liegt an der Konrad-Adenauer-Straße (Erfurter Osttangente), die es mit der Bundesstraße B 7 im Norden und der Bundesautobahn A 4 im Süden verbindet. Weitere Straßen führen nach Büßleben, Niedernissa und über Dittelstedt in die Erfurter Innenstadt. Die Stadtbuslinien 51 und 60 sowie der Regiobus 155 schließen den Ort an den ÖPNV an. Die Linie 51 führt von Windischholzhausen (dort Anschluss an die Stadtbahnlinie 3) über Niedernissa und Urbich nach Büßleben und weiter über Linderbach zum Erfurter Hauptbahnhof und nach Hochheim. Die Endhaltestelle der Stadtbahnlinie 3 liegt rund 1 km südlich des Dorfs beim Urbicher Kreuz. Die Linie 60 führt von Windischholzhausen über Niedernissa nach Urbich weiter nach Dittelstedt zum Erfurter Hauptbahnhof und nach Möbisburg-Rhoda.

## Sehenswürdigkeiten
- Ev. Kirche St. Ulrici
- Kriegerdenkmal für die Gefallenen und Vermissten aus der Gemeinde in den beiden Weltkriegen. Daneben wurde im November 2013 eine spendenfinanzierte Gedenktafel für zwei von den Franzosen zwangsrekrutierte, namentlich bekannte junge Urbicher aufgestellt, die aus der Völkerschlacht von Leipzig 1813 nicht wiederkamen.

## Bildung
In Urbich befindet sich eine Gemeinschaftsschule der Klassenstufen 1 bis 10. Gegründet aus der Grund- und der Regelschule (ehemals Artur-Becker-Oberschule).